# Frances Bean Cobain
Frances Bean Cobain (ur. 18 sierpnia 1992 w Los Angeles) – amerykańska modelka i malarka. Jedyne dziecko lidera Nirvany, Kurta Cobaina oraz wokalistki zespołu Hole, Courtney Love.

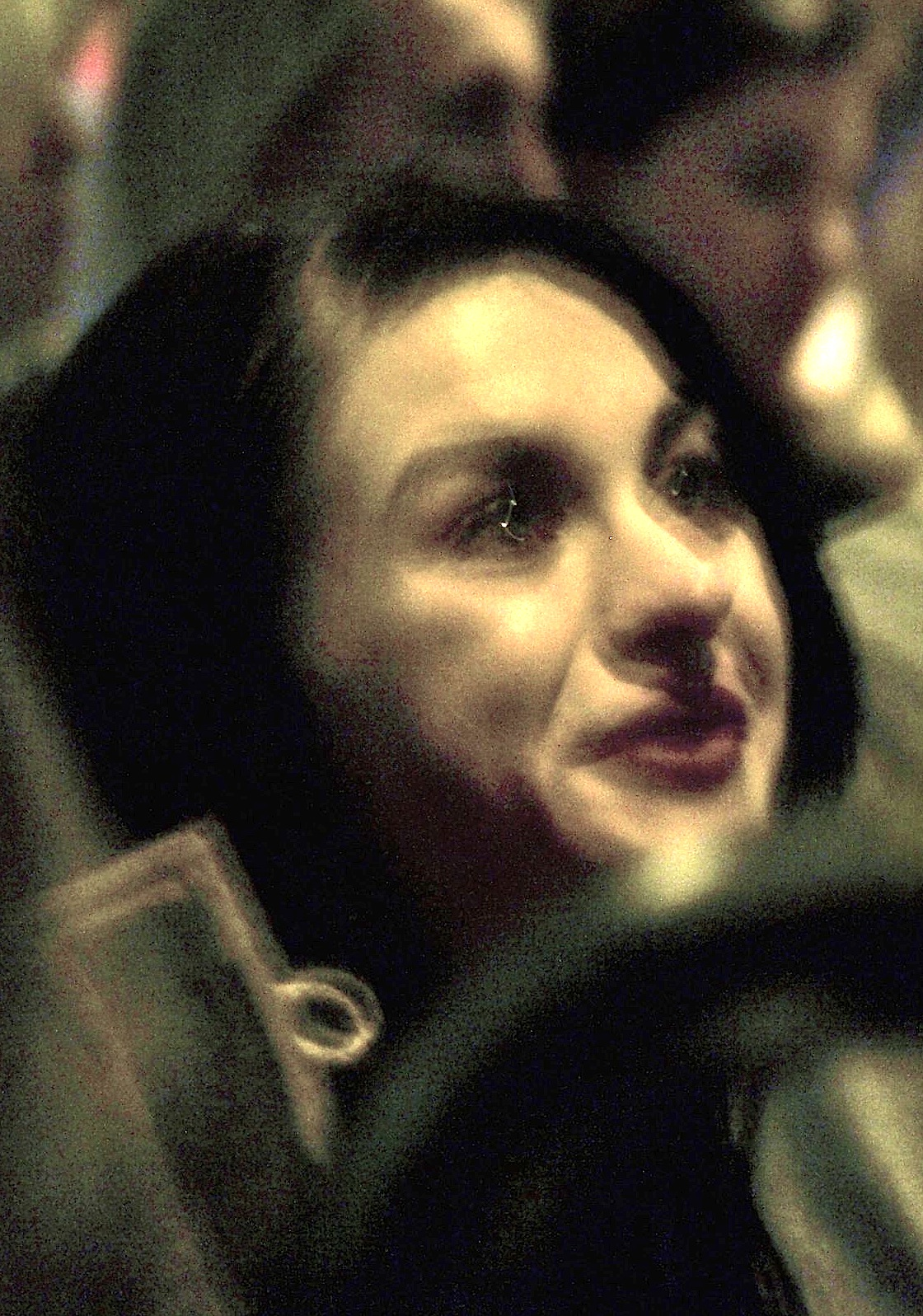
Frances Bean Cobain (2015)

## Wczesne życie
Frances Bean Cobain urodziła się 18 sierpnia 1992 w Los Angeles w Kalifornii. Jej imię pochodzi od imienia wokalistki zespołu The Vaselines, Frances McKee. Drugie imię, Bean pochodzi od sytuacji, gdy Kurt po raz pierwszy zobaczył swoją córkę na sonogramie i stwierdził, że wygląda jak małe ziarenko (z ang. bean). Jej rodzicami chrzestnymi są lider zespołu R.E.M. Michael Stipe oraz aktorka Drew Barrymore.
Podczas gdy Courtney Love była w ciąży, krążyły plotki o jej problemie z narkotykami, m.in. heroiną, która mogła wpłynąć na rozwój płodu. Całą sytuację nasiliła gazeta Vanity Fair, publikując materiał o nazwie Strange Love (autorstwa Lyna Hirschberga), w którym stwierdził, że Love przyznała się do zażywania narkotyków, nawet gdy wiedziała już o swojej ciąży. W artykule znalazło się również kilka anonimowych cytatów pochodzących od bliskiej im osoby, która martwiła się stanem zdrowia Frances, oraz komentarze na temat narkotykowych problemów Cobainów. Niedługo później służby do kontroli opieki nad dziećmi wszczęły dochodzenie w sprawie ich zdolności do opieki rodzicielskiej. Cała sprawa została ostatecznie umorzona, lecz nie bez żadnych sporów prawnych. Sześć dni po narodzinach Frances odbyło się pierwsze posiedzenie sądu. Sąd uchwalił, że Kurtowi i Courtney nie wolno widywać własnego dziecka bez nadzoru przydzielonej prawnie osoby. Ponadto ojcu nakazano poddać się trzydziestodniowej kuracji odwykowej. Oboje rodziców zobligowano do okresowego badania moczu, którego terminy narzucano z zaskoczenia.
30 marca 1994 Frances odwiedziła swojego ojca, gdy przebywał on na odwyku w ośrodku Exodus Recovery Center w Los Angeles. Wtedy właśnie widziała go po raz ostatni.
Frances studiowała sztukę w Bard College.

## Kariera

### Modeling
W sierpniu 2006 została sfotografowana dla brytyjskiego czasopisma Elle w słynnym brązowym swetrze i spodniach od piżamy swojego ojca. Sesja odbyła się w ramach artykułu przedstawiającego dzieci gwiazd rocka w ubraniach ich rodziców.
W lutym 2008 pojawiła się w amerykańskim czasopiśmie o tematyce modowej Harper’s Bazaar przebrana za Evę Perón.
Pozowała dla fotografa Hedi Slimana w internetowej sesji zdjęciowej, która ukazała się 2 sierpnia 2008.
W 2016 wzięła udział w sesji zdjęciowej dla magazynu Schön! u boku Alice Glass. Sesję zdjęciową wykonała Floria Sigismondi.
W 2017 została ogłoszona twarzą wiosenno-letniej kampanii amerykańskiego projektanta mody Marca Jacobsa. Sesję zdjęciową wykonał David Sims.

### Dzieła malarskie
W lipcu 2010 zadebiutowała kolekcją dzieł sztuki zatytułowaną Scumfuck pod pseudonimem „Fiddle Tim” w galerii La Luz de Jesus w Los Angeles.
4 sierpnia 2012 wzięła udział w pokazie grupowym o nazwie „MiXTAPE” pod swoim prawdziwym nazwiskiem. Wszyscy artyści zostali poproszeni o wybranie jednej piosenki i stworzenie sztuki inspirowanej tą piosenką. Cobain wybrała piosenkę „Black” zespołu The Jesus and Mary Chain.
W czerwcu 2017 Cobain wraz z Lindsey Way zorganizowały wspólną wystawę sztuki zatytułowaną „Ghosts For Sale” w Galery 30 South w Pasadenie.

### Inne przedsięwzięcia
Była stażystką w magazynie Rolling Stone od czerwca do sierpnia 2008 roku.
W 2009 zaproponowano jej zagranie roli Alicji w filmie Alicja w Krainie Czarów w reżyserii Tima Burtona, lecz odmówiła.
Była producentem wykonawczym filmu HBO o życiu jej ojca, Kurt Cobain: Życie bez cenzury.

## Życie prywatne
W sierpniu 2005 roku 13-letnia Frances wzięła udział w swoim pierwszym wywiadzie dla młodzieżowego magazynu Teen Vogue, w którym mówiła o swoich rodzicach i swoim stylu ubierania się.
Przyznała, że nie jest wielką fanką zespołów grungowych. Zamiast tego woli muzykę takich artystów jak Oasis, The Brian Jonestown Massacre czy Mercury Rev. Jej ulubione piosenki Nirvany to „Territorial Pissings” i „Dumb”.
Na początku 2021 roku związała się z Rileyem Hawkiem, synem Tony’ego Hawka. 7 października 2023 wzięli ślub, którego udzielił im Michael Stipe, wokalista zespołu R.E.M. i ojciec chrzestny Frances. 17 września 2024 para została rodzicami syna, którego nazwali Ronin Walker Cobain Hawk.